# دويل إل. غرين
دويل إل. غرين (بالإنجليزية: Doyle L. Green)‏ هو مبشر أمريكي، ولد في 1915، وتوفي في 1975.